# 蘭銀官話
蘭銀官話（らんぎんかんわ）は、中国語官話方言（北方方言）の中の西北官話の一つ。